# Johannes Koskinen
Hannu Erkki Johannes Koskinen, född 10 december 1954 i Janakkala, är en finländsk politiker.
Koskinen fick titeln vicehäradshövding 1982. Han var 1982–1985 jurist vid Byggnadsarbetarförbundet och 1985–1987 vid Finlands Fackförbunds Centralorganisation, ministersekreterare 1987–1989 och lagstiftningssekreterare vid den socialdemokratiska riksdagsgruppen 1989–1991. Han invaldes 1991 i riksdagen och var justitieminister i Lipponens andra regering 1999–2003, i Jäättenmäkis regering 2003 och i Vanhanens första regering 2003–2005. Vidare var han andre vice talman i riksdagen 2007–2010.
Koskinen har bland annat företrätt uppfattningen att även de domslut som fattats av högsta rättsinstans bör kunna diskuteras.